# Crotone
Crotone (Croto în latină, Κρότων în greacă antică, Κρότωνας în greacă modernă, Cutrone în dialect, IPA: [kro'toːne]) este capitala provinciei Crotone în regiunea Calabria (Italia).

## Personalități
- Pitagora (greacă: Πυθαγόρας Pythagóras), filozof și matematician grec
- Alcmeon din Crotone (în greacă, 'Aλκμαίων) a fost medic, filozof, astronom, care a trăit în jurul anului 500 î.Hr. în Grecia antică
- Philolaos (greacă: Φιλόλαος Philólaos), matematician și filosof grec
- Vincenzo Iaquinta, fotbalist care a câștigat Campionatul Mondial de Fotbal 2006

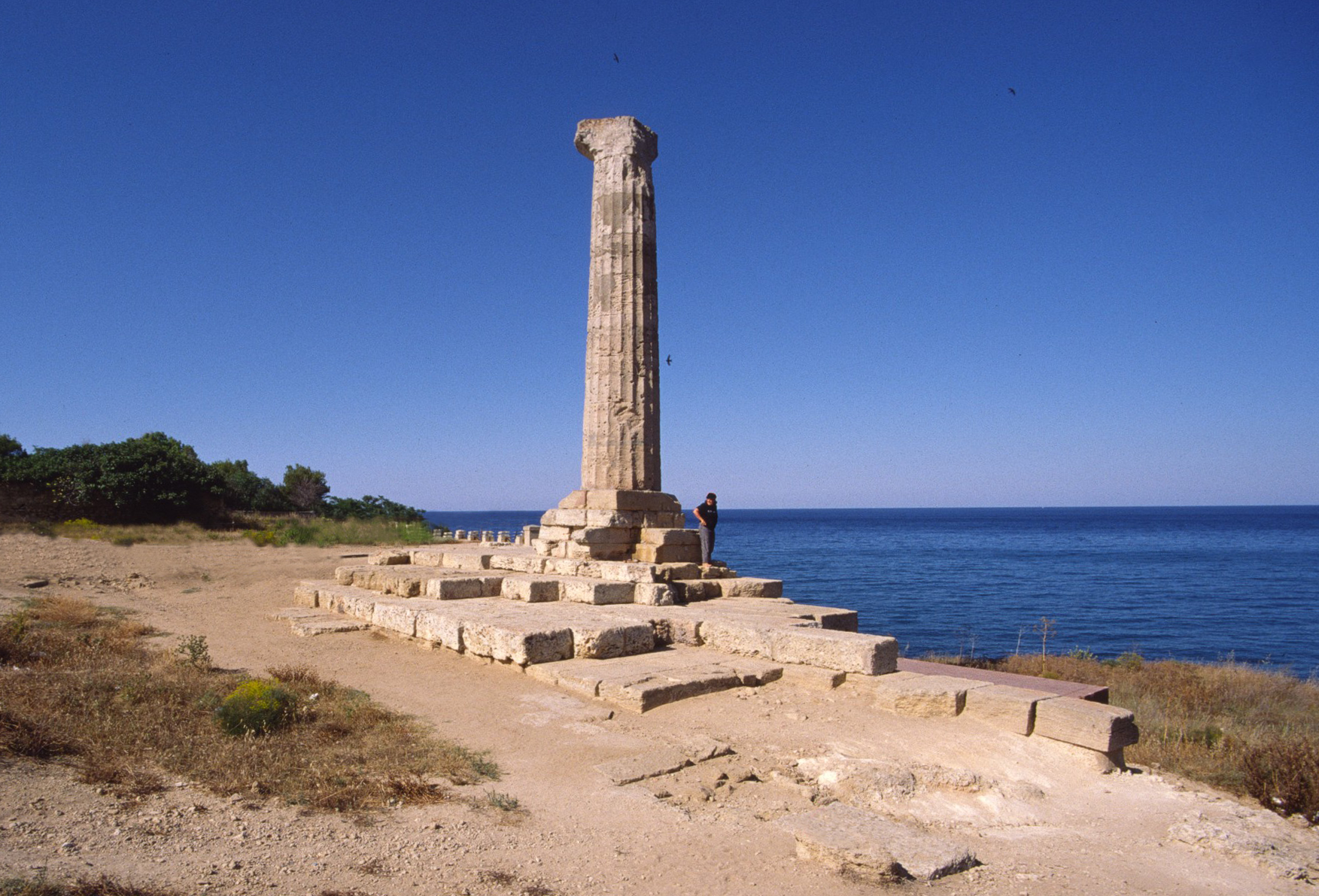
Capo Colonna

Localizarea în provincia Crotone

## Demografie
Crotone - evoluția demografică

|  | Graficele sunt indisponibile din cauza unor probleme tehnice. Mai multe informații se găsesc la Phabricator și la wiki-ul MediaWiki. |

Date: Recensăminte sau birourile de statistică - grafică realizată de Wikipedia

## Legături externe
- Harry Thurston Peck, Harper's Dictionary of Classical Antiquity 1898: "Croton"